# امانی (خواننده)
امانی (به انگلیسی: Imaani) (زاده ۱۹۷۲) خواننده انگلیسی است.
او در مسابقه آواز یوروویژن ۱۹۹۸ نماینده بریتانیا بود.